# پریولو جارجالو
پریولو جارجالو (به ایتالیایی: Priolo Gargallo) یک کومونه در ایتالیا است که در استان سیراکوز واقع شده‌است. پریولو جارجالو ۵۷٫۶ کیلومتر مربع مساحت و ۱۲٬۰۰۹ نفر جمعیت دارد و ۳۰ متر بالاتر از سطح دریا واقع شده‌است.

## خواهرخوانده
شهر نیو بریتین، کنتیکت خواهرخواندهٔ پریولو جارجالو هست.